# Ian Kershaw

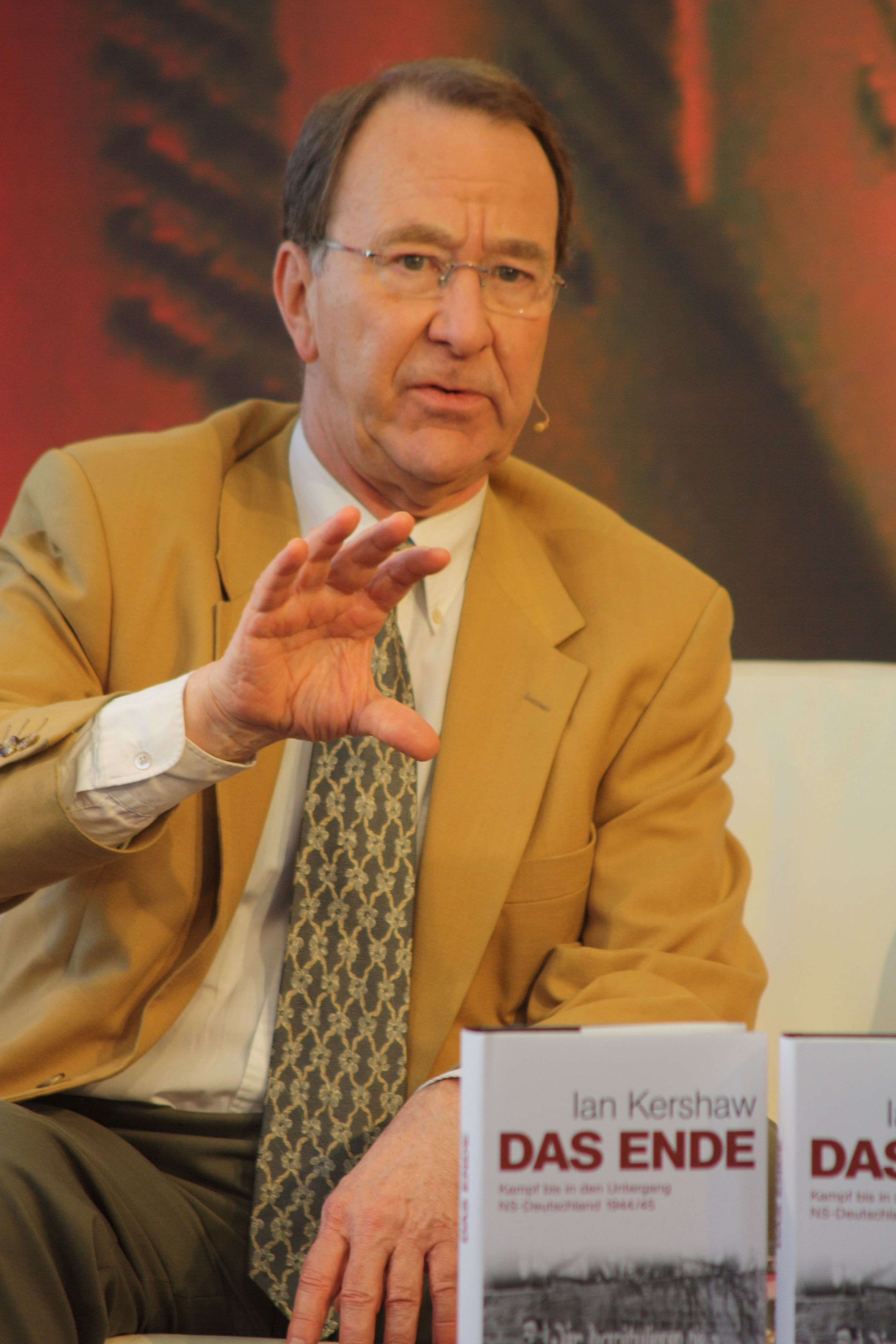
Ian Kershaw (2012)

Sir Ian Kershaw (* 29. April 1943 in Oldham, Lancashire) ist ein britischer Historiker, der besonders durch seine zweibändige Biografie Adolf Hitlers und durch eine zweiteilige Geschichte Europas im 20. Jahrhundert bekannt wurde.

## Leben und Wirken
Kershaw studierte in Liverpool und am Merton College der University of Oxford Geschichte. Nach seinem Abschluss war er zunächst als Dozent für Mittelalterliche und Moderne Geschichte an der University of Manchester tätig. Nebenbei erlernte er am Goethe-Institut dieser Stadt die deutsche Sprache. Sprache, Kultur und Geschichte Deutschlands beeindruckten ihn so nachhaltig, dass er seinen Tätigkeitsschwerpunkt auf deutsche Zeitgeschichte verlagerte.
1983/84 hatte er eine Gastprofessur an der Ruhr-Universität Bochum inne. 1987 nahm er eine Professur für moderne Geschichte an der University of Nottingham an. Zwei Jahre später wechselte er an die University of Sheffield, an der er bis zu seiner Emeritierung Ende September 2008 als Professor für Neuere Geschichte lehrte. Er wohnt in Didsbury.
Kershaw gilt in Fachkreisen als Experte auf dem Gebiet der deutschen Geschichte des 20. Jahrhunderts. Einem breiteren Publikum wurde er mit seiner zweiteiligen Hitler-Biografie bekannt, die 1998 und 2000 erschien. In ihr versucht Kershaw, Hitlers rätselhaften Erfolg beim Aufstieg und in seinem Herrschaftssystem vor allem als Ergebnis einer gesellschaftlichen Projektion zu beschreiben, deren „wichtigster Bestandteil der Führermythos“ gewesen sei.
Sein 2008 erschienenes Werk Wendepunkte. Schlüsselentscheidungen im Zweiten Weltkrieg beschreibt zehn von Kershaw so genannte Schlüsselentscheidungen aus den 19 Monaten zwischen Mai 1940 und Dezember 1941. Jede dieser Entscheidungen, die von einer der damaligen Mächte Deutschland, Italien, Sowjetunion, Japan, Vereinigte Staaten und Großbritannien gefällt wurden, beruhte auf vorangegangenen Schlüsselentscheidungen. In diesen 19 Monaten seien entscheidende Weichenstellungen für die Weltgeschichte der zukünftigen Jahrzehnte getroffen worden.
In seinem 2011 erschienenen Buch Das Ende. Kampf bis in den Untergang geht Kershaw der Frage nach, warum viele Deutsche Hitler „bis zum Ende“ folgten und nicht früher kapitulierten, sondern weiterkämpften, obwohl längst offensichtlich war, dass Deutschland den Krieg verlieren würde. Kershaw nennt vier Hauptgründe: Tugenden wie Pflichtgefühl und Ehre wurden von den Nationalsozialisten instrumentalisiert bzw. missbraucht, viele Menschen sahen keine Alternative, zudem fürchteten sie den Terror von SS und Gestapo (gegen Zivilisten und Soldaten, zum Beispiel gegen Deserteure) einerseits und die Rote Armee andererseits.
Für seine Forschungen wurden Kershaw zahlreiche wissenschaftliche Ehrungen und Mitgliedschaften zugesprochen. Er wurde 1991 in die British Academy aufgenommen. Am 9. November 1994 erhielt er für seine Verdienste um die deutsche Geschichte das Bundesverdienstkreuz 1. Klasse. Er wurde 2002 von Elisabeth II. zum Ritter geschlagen und darf sich seitdem Sir Ian Kershaw nennen. 2012 erhielt er gemeinsam mit Timothy Snyder den Leipziger Buchpreis zur Europäischen Verständigung. Der Meyer-Struckmann-Preis für geistes- und sozialwissenschaftliche Forschung wurde 2013 an Kershaw für sein Lebenswerk verliehen. Im Mai 2018 erhielt er die Karlsmedaille für europäische Medien.

## Schriften (Auswahl)
- Der Hitler-Mythos. Volksmeinung und Propaganda im Dritten Reich. Deutsche Verlags-Anstalt, Stuttgart 1980, ISBN 3-421-01985-1; überarbeitete, neue deutsche Fassung:

Der Hitler-Mythos. Führerkult und Volksmeinung. Deutsche Verlags-Anstalt, Stuttgart 1999, ISBN 978-3-421-05285-8
- The Nazi dictatorship: Problems and perspectives of interpretation. E. Arnold, London 1985, ISBN 0-7131-6408-5. Auf Deutsch als:

Der NS-Staat. Geschichtsinterpretationen und Kontroversen im Überblick. Rowohlt, Reinbek 1988, ISBN 3-498-03462-6. Überarbeitet und wesentlich erweitert,  1999, ISBN 978-3-499-60796-7. Viele weitere Auflagen.
- Hitler 1889–1936: Hubris. Allen Lane, London 1998, ISBN 0-7139-9047-3.

Hitler 1889–1936. Deutsche Verlags-Anstalt, Stuttgart 1998, ISBN 978-3-421-05131-8.
- Hitler 1936–1945: Nemesis. Allen Lane, London 2000, ISBN 0-7139-9229-8. Auf Deutsch als:

Hitler 1936–1945. Deutsche Verlags-Anstalt, Stuttgart 2000, ISBN 978-3-421-05132-5, mehrere weitere Auflagen.
Registerband 1889–1945. Bearbeitet Marion Zwilling, Deutsche Verlags-Anstalt, Stuttgart 2001, ISBN 3-421-05563-7.
- Hitler 1889–1945. Überarbeitete einbändige Ausgabe als Taschenbuch. Pantheon Verlag in der Verlagsgruppe Random House, München 2009, ISBN 978-3-570-55094-6. Weiter Ausgaben.
- Making friends with Hitler: Lord Londonderry and Britain’s road to war. Allen Lane, London 2004, ISBN 0-7139-9717-6.

Hitlers Freunde in England. Lord Londonderry und der Weg in den Krieg. Deutsche Verlags-Anstalt, München 2005, ISBN 3-421-05805-9.
- Fateful choices: ten decisions that changed the world, 1940–1941. Penguin Press, New York 2013, ISBN 978-1-59420-123-3. Auf Deutsch als:

Wendepunkte. Schlüsselentscheidungen im Zweiten Weltkrieg. Übersetzung Klaus-Dieter Schmidt, Deutsche Verlags-Anstalt, München 2008, ISBN 978-3-421-05806-5.
- The end: Hitler’s Germany, 1944–45. Allen Lane, London 2011, ISBN 0-7139-9716-8. Auf Deutsch:

Das Ende. Kampf bis in den Untergang. NS-Deutschland 1944/45. Deutsche Verlags-Anstalt, München 2011, ISBN 978-3-421-05807-2.
- To Hell and Back: Europe, 1914–1949. Allen Lane, London 2015, ISBN 978-0-7139-9089-8. Auf Deutsch:

Höllensturz. Europa 1914–1949. Deutsche Verlags-Anstalt, München 2016, ISBN 978-3-421-04722-9.
- Roller-Coaster. Europe 1950–2017. Allen Lane, London 2018, ISBN 978-0-241-18716-6. Auf Deutsch:

Achterbahn: Europa 1950 bis heute. Deutsche Verlags-Anstalt, München 2019, ISBN 978-3-421-04734-2.
- Personality and Power: Builders and Destroyers of Modern Europe. Penguin Press, London 2022, ISBN 978-1-59420-345-9. Auf Deutsch: (Übersetzt von Klaus-Dieter Schmidt)

Der Mensch und die Macht : über Erbauer und Zerstörer Europas im 20. Jahrhundert. Deutsche Verlags-Anstalt, München 2022, ISBN 978-3-421-04893-6.

## Auszeichnungen
- 2000: Bruno-Kreisky-Preis für das politische Buch (Hauptpreis)[9] für die Bücher Hitler 1889–1936 und Hitler 1936–1945